# Take Me to the Alley
Albums de Gregory Porter
Liquid Spirit
(2013) Nat King Cole & Me
(2017)
Singles
1. Holding On
Sortie : 18 mars 2016
2. Don't Lose Your Steam
Sortie : 7 mars 2016
3. Consequence Of Love
Sortie : 20 juin 2016

Take Me to the Alley est le quatrième album studio du chanteur de jazz américain Gregory Porter. Il est sorti le 6 mai 2016 sous le label Blue Note. L'album a permis à Porter en 2017 d'obtenir un Grammy Award du meilleur album de jazz vocal.

## Contexte et sortie
L'album a été enregistré à Hollywood et à New York entre septembre et octobre 2015. Gregory Porter a travaillé aux côtés du producteur Kamau Kenyatta, avec qui il a travaillé pour la première fois au milieu des années 1990 alors qu'il était étudiant à l'Université d'État de San Diego. Porter a observé : « Kamau a été le plus instrumental en prenant ce que j'ai et en le raffinant... il a été formidable pour encourager ce que j'ai déjà artistiquement ». 

## Liste des titres
| 1.    | Holding On                                  | 5:01 |
| 2.    | Don't Lose Your Steam                       | 3:17 |
| 3.    | Take Me to the Alley                        | 5:16 |
| 4.    | Day Dream (Gregory Porter and Craig Dawson) | 3:51 |
| 5.    | Consequence of Love                         | 3:20 |
| 6.    | In Fashion                                  | 4:34 |
| 7.    | More Than a Woman                           | 3:31 |
| 8.    | In Heaven (Darlene Andrews)                 | 4:18 |
| 9.    | Insanity                                    | 5:37 |
| 10.   | Don't Be a Fool                             | 4:31 |
| 11.   | Fan the Flames                              | 4:12 |
| 12.   | French African Queen                        | 3:44 |
| 51:18 |                                             |      |

| Pistes bonus de l'édition deluxe | Pistes bonus de l'édition deluxe         | Pistes bonus de l'édition deluxe | Pistes bonus de l'édition deluxe | Pistes bonus de l'édition deluxe | Pistes bonus de l'édition deluxe | Pistes bonus de l'édition deluxe | Pistes bonus de l'édition deluxe | Pistes bonus de l'édition deluxe | Pistes bonus de l'édition deluxe |
| No                               | Titre                                    | Durée                            |                                  |                                  |                                  |                                  |                                  |                                  |                                  |
| -------------------------------- | ---------------------------------------- | -------------------------------- | -------------------------------- | -------------------------------- | -------------------------------- | -------------------------------- | -------------------------------- | -------------------------------- | -------------------------------- |
| 13.                              | Holding On (featuring Kem)               | 4.16                             |                                  |                                  |                                  |                                  |                                  |                                  |                                  |
| 14.                              | Insanity (featuring Lalah Hathaway)      | 5.03                             |                                  |                                  |                                  |                                  |                                  |                                  |                                  |
| 15.                              | Don't Lose Your Steam (Fred Falke remix) | 3:15                             |                                  |                                  |                                  |                                  |                                  |                                  |                                  |
| 63:51                            |                                          |                                  |                                  |                                  |                                  |                                  |                                  |                                  |                                  |

## Crédits
- Gregory Porter – voix, production
- Yosuke Sato – saxophone alto
- Aaron James – basse
- Emanuel Harrold – batterie
- Ondřej Pivec – orgue
- Chip Crawford – piano
- Tivon Pennicott (en) – saxophone ténor
- Keyon Harrold (en) – trompette
- Alicia Olatuja (en) – voix
- Kem – voix
- Lalah Hathaway – voix
- Kamau Kenyatta – production

## Classements et certifications
| Classement (2016–18)                  | Meilleure position |
| ------------------------------------- | ------------------ |
| Allemagne (Media Control AG)          | 8                  |
| Australie (ARIA)                      | 65                 |
| Autriche (Ö3 Austria Top 40)          | 11                 |
| Belgique (Flandre Ultratop)           | 8                  |
| Belgique (Wallonie Ultratop)          | 30                 |
| Écosse (OCC)                          | 3                  |
| Espagne (Promusicae)                  | 34                 |
| États-Unis (Billboard 200)            | 82                 |
| États-Unis (Jazz Albums)              | 1                  |
| États-Unis (Contemporary Jazz Albums) | 1                  |
| France (SNEP)                         | 14                 |
| Irlande (Irish Albums Chart)          | 11                 |
| Italie (FIMI)                         | 31                 |
| Nouvelle-Zélande (RMNZ Heatseekers)   | 1                  |
| Pays-Bas (Mega Album Top 100)         | 5                  |
| Pays-Bas (Vinyl 33)                   | 31                 |
| Portugal (AFP)                        | 33                 |
| Suisse (Schweizer Hitparade)          | 11                 |
| Royaume-Uni (UK Albums Chart)         | 5                  |
| Royaume-Uni (Jazz & Blues Albums)     | 1                  |

| Classement (2016)                     | Position |
| ------------------------------------- | -------- |
| États-Unis (Jazz Albums)              | 8        |
| États-Unis (Contemporary Jazz Albums) | 3        |
| Pays-Bas (Album Top 100)              | 81       |
| Royaume-Uni (UK Albums Chart)         | 65       |

### Certifications
| Pays                                                                       | Certification | Ventes certifiées |
| -------------------------------------------------------------------------- | ------------- | ----------------- |
| Royaume-Uni (BPI)                                                          | Or            | 100 000‡          |
| xNon précisé par la certification ‡ventes/streaming selon la certification |               |                   |